# Lousiane Penha Souza Ziegler
Lousiane Penha Souza Ziegler (* 30. Juli 1985 in Duque de Caxias) ist eine brasilianische Volleyballspielerin.

## Karriere
Ziegler spielte zunächst für diverse Vereine in ihrem Heimatland. Der 1. VC Wiesbaden holte sie in die deutsche Bundesliga. Von dort wechselte die Außenangreiferin zum Schweriner SC, mit dem sie 2009 die deutsche Meisterschaft gewann. Anschließend ging sie für drei Jahre zum VT Aurubis Hamburg und wechselte 2012 wieder zurück zum Schweriner SC. Hier wurde sie 2013 erneut deutscher Meister und Pokalsieger. 2017 gewann sie mit dem SSC Palmberg Schwerin erneut die Deutsche Meisterschaft. Anschließend wechselte Ziegler nach Rumänien zu CSM Târgoviște.